# Doksany
Doksany è un comune della Repubblica Ceca facente parte del distretto di Litoměřice, nella regione di Ústí nad Labem.
Il suo territorio è sede di un antico monastero.